# Marijan Vlak
Marijan Vlak (Sziszek, 1955. október 23. –) horvát labdarúgó, edző.

## Pályafutása
Vlak játékosként a Dinamo Zagreb kapusa volt. Edzőként szintén a Dinamo volt első klubja, majd 1999-ben Magyarországon, a Ferencvárosi TC-nél vállalt munkát, és bár csapata jól szerepelt, csak ezüstérmet nyert. Ezután visszatért a Dinamo csapatához, de ott csak egy szezonon keresztül dolgozott.
2001-ben állástalan edző volt, majd ismét visszatért a Dinamóhoz (2002). 2002–2006 között nem volt állása, ezután a szlovákiai Zsolna edzője volt. Ezután - még ugyanazon évben - visszatért Magyarországra, a Videotonhoz. Innen 2007-ben távozott. Egy évig nem volt állása, majd - immár negyedszer - a Dinamo edzője lett 2009-ig.
2011-ben néhány sajtóorgánum azt közölte, hogy a 4. forduló után távozó Komjáti András helyett a Vasas SC edzője lett, a hír azonban csak az 5. forduló után vált hivatalossá. 2012 januárjában menesztették, utódja addigi pályaedzője, Urbán Flórián lett. 2012 áprilisában ismét Vlak lett a Vasas trénere. A szezon végén kiestek az élvonalból és Vlak távozott.